# Cúp bóng đá các quốc gia Ả Rập
Cúp bóng đá các quốc gia Ả Rập (tên chính thức là FIFA Arab Cup, tiếng Ả Rập: كأس العرب, đã Latinh hoá: Kaʾs al-ʿArab, hoặc còn gọi đơn giản là Arab Cup) là một giải đấu bóng đá quốc tế được tổ chức bởi FIFA từ năm 2021 dành cho các đội tuyển nam quốc gia thuộc Liên hiệp các hiệp hội bóng đá Ả Rập (UAFA), cơ quan quản lý bóng đá tại các nước tại thế giới Ả Rập. Đội vô địch hiện tại là Algérie với danh hiệu đầu tiên tại giải đấu năm 2021 ở Qatar.
Giải đấu lần đầu tiên được tổ chức vào năm 1963 tại Liban, với chức vô địch thuộc về Tunisia. Sau khi tiếp tục được tổ chức vào các năm 1964 và 1966, Arab Cup tạm ngừng trong khoảng 20 năm trước khi quay trở lại vào năm 1985. Giải đấu được tổ chức thêm năm lần nữa cho tới năm 2012, cũng là lần cuối cùng UAFA tổ chức giải. Năm 2021 là lần đầu tiên giải được tổ chức bởi FIFA.
Trong chín lần tổ chức, giải đã chứng kiến năm đội tuyển lên ngôi vô địch. Iraq đã vô địch bốn lần; các chức vô địch Arab Cup khác thuộc về các đội Ả Rập Xê Út (2 lần); Algeria, Ai Cập, Maroc, và Tunisia (mỗi đội 1 lần).
Đã có bảy nước đăng cai Arab Cup. Kuwait, Qatar và Ả Rập Xê Út đã đăng cai hai lần, còn Liban, Iraq, Jordan và Syria cũng đã có một lần tổ chức giải. Tất cả các giải đấu từ trước tới nay đều được tổ chức tại châu Á.
Trước khi FIFA trở thành đơn vị tổ chức, giải đấu này không nằm trong Lịch thi đấu Trận đấu Quốc tế FIFA. Tuy nhiên, kể từ khi FIFA trở thành đơn vị tổ chức của giải, giải đấu này nghiễm nhiên trở thành giải đấu nằm trong Lịch FIFA, tức là các câu lạc bộ phải giải phóng cầu thủ cho đội tuyển quốc gia.

## Lịch sử
Ý tưởng ban đầu về việc tổ chức Cúp bóng đá các quốc gia Ả Rập bắt nguồn từ nhà báo người Liban Nassif Majdalani và Tổng thư ký Hiệp hội bóng đá Liban (LFA) Izzat Al Turk vào năm 1957. Tới năm 1962, LFA kêu gọi chính thức thành lập giải đấu thông qua chủ tịch Georges Dabbas. Ông cũng là người đã đứng ra tổ chức cuộc họp giữa các hiệp hội bóng đá Ả Rập nhằm thành lập Arab Cup. Kỳ Arab Cup đầu tiên được tổ chức tại Beirut từ tháng 4 tới tháng 5 năm 1963, với sự tham dự của năm đội tuyển.
Trong khoảng thời gian 16 năm tạm ngừng từ 1966 tới 1982, Cúp Palestine (Palestine Cup) là giải đấu "de facto" thay thế cho Arab Cup. Giải được tổ chức ba lần vào những năm 1970 và sau khi Arab Cup quay lại vào thập niên 1980 thì trở thành giải đấu cấp bóng đá trẻ. Arab Cup 1992 cũng được tổ chức như một phần của Đại hội Thể thao Ả Rập 1992.
Cúp bóng đá các quốc gia Ả Rập 2021 là lần đầu tiên giải được tổ chức bởi FIFA, tên gọi chính thức của giải cũng được đổi từ Arab Cup thành FIFA Arab Cup. Sau trận chung kết năm 2021, Chủ tịch FIFA Gianni Infantino tuyên bố FIFA sẽ tiếp tục điều hành giải trong những lần tổ chức tiếp theo.

## Kết quả
| Lần tổ chức | Năm  | Chủ nhà                                                         |                                                                 | Vô địch                                                                   | Tỷ số và địa điểm                                                     | Á quân                                                          |                                                                 | Hạng ba                                                         | Tỷ số và địa điểm                                               | Hạng tư                                                         |                                                                 | Số đội tham dự                                                  |
| 1           | 1963 | Liban                                                           | · Tunisia                                                       | [ note 1 ]                                                                | · Syria                                                               | · Liban                                                         | [ note 1 ]                                                      | · Kuwait                                                        | 5                                                               |                                                                 |                                                                 |                                                                 |
| 2           | 1964 | Kuwait                                                          | · Iraq                                                          | [ note 1 ]                                                                | · Libya                                                               | · Kuwait                                                        | [ note 1 ]                                                      | · Liban                                                         | 5                                                               |                                                                 |                                                                 |                                                                 |
| 3           | 1966 | Iraq                                                            | · Iraq                                                          | 2–1 Sân vận động Al-Kashafa, Baghdad                                      | · Syria                                                               | · Libya                                                         | 6–1 Sân vận động Al-Kashafa, Baghdad                            | · Liban                                                         | 10                                                              |                                                                 |                                                                 |                                                                 |
| 1982        | 1982 | Giải bị hủy trong quá trình vòng loại do Chiến tranh Liban 1982 | Giải bị hủy trong quá trình vòng loại do Chiến tranh Liban 1982 | Giải bị hủy trong quá trình vòng loại do Chiến tranh Liban 1982           | Giải bị hủy trong quá trình vòng loại do Chiến tranh Liban 1982       | Giải bị hủy trong quá trình vòng loại do Chiến tranh Liban 1982 | Giải bị hủy trong quá trình vòng loại do Chiến tranh Liban 1982 | Giải bị hủy trong quá trình vòng loại do Chiến tranh Liban 1982 | Giải bị hủy trong quá trình vòng loại do Chiến tranh Liban 1982 | Giải bị hủy trong quá trình vòng loại do Chiến tranh Liban 1982 | Giải bị hủy trong quá trình vòng loại do Chiến tranh Liban 1982 | Giải bị hủy trong quá trình vòng loại do Chiến tranh Liban 1982 |
| 4           | 1985 | Ả Rập Xê Út                                                     |                                                                 | · Iraq                                                                    | 1–0 Sân vận động Nhà vua Fahd, Taif                                   | · Bahrain                                                       |                                                                 | · Ả Rập Xê Út                                                   | 0–0 (s.h.p.) (4–1 p) Sân vận động Nhà vua Fahd, Taif            | · Qatar                                                         |                                                                 | 6                                                               |
| 5           | 1988 | Jordan                                                          | · Iraq                                                          | 1–1 (s.h.p.) (4–3 p) Sân vận động Quốc tế Amman, Amman                    | · Syria                                                               | · Ai Cập                                                        | 2–0 Sân vận động Quốc tế Amman, Amman                           | · Jordan                                                        | 10                                                              |                                                                 |                                                                 |                                                                 |
| 6           | 1992 | Syria                                                           | · Ai Cập                                                        | 3–2 Sân vận động Al-Hamadaniah, Aleppo                                    | · Ả Rập Xê Út                                                         | · Kuwait                                                        | 2–1 Sân vận động Al-Hamadaniah, Aleppo                          | · Syria                                                         | 6                                                               |                                                                 |                                                                 |                                                                 |
| 7           | 1998 | Qatar                                                           | · Ả Rập Xê Út                                                   | 3–1 Sân vận động Quốc tế Khalifa, Doha                                    | · Qatar                                                               | · Kuwait                                                        | 4–1 Sân vận động Quốc tế Khalifa, Doha                          | · UAE                                                           | 12                                                              |                                                                 |                                                                 |                                                                 |
| 8           | 2002 | Kuwait                                                          | · Ả Rập Xê Út                                                   | 1–0 (s.h.p.) Sân vận động Câu lạc bộ Thể thao Al Kuwait, Thành phố Kuwait | · Bahrain                                                             | Jordan và Maroc                                                 | Jordan và Maroc                                                 | Jordan và Maroc                                                 | 10                                                              |                                                                 |                                                                 |                                                                 |
| 2009        | 2009 | Giải bị hủy trong quá trình vòng loại do không có nhà tài trợ   | Giải bị hủy trong quá trình vòng loại do không có nhà tài trợ   | Giải bị hủy trong quá trình vòng loại do không có nhà tài trợ             | Giải bị hủy trong quá trình vòng loại do không có nhà tài trợ         | Giải bị hủy trong quá trình vòng loại do không có nhà tài trợ   | Giải bị hủy trong quá trình vòng loại do không có nhà tài trợ   | Giải bị hủy trong quá trình vòng loại do không có nhà tài trợ   | Giải bị hủy trong quá trình vòng loại do không có nhà tài trợ   | Giải bị hủy trong quá trình vòng loại do không có nhà tài trợ   | Giải bị hủy trong quá trình vòng loại do không có nhà tài trợ   | Giải bị hủy trong quá trình vòng loại do không có nhà tài trợ   |
| 9           | 2012 | Ả Rập Xê Út                                                     |                                                                 | · Maroc                                                                   | 1–1 (s.h.p.) (3–1 p) Sân vận động Hoàng tử Abdullah al-Faisal, Jeddah | · Libya                                                         |                                                                 | · Iraq                                                          | 1–0 Sân vận động Hoàng tử Abdullah al-Faisal, Jeddah            | · Ả Rập Xê Út                                                   |                                                                 | 11                                                              |
| 10          | 2021 | Qatar                                                           | · Algérie                                                       | 2–0 (s.h.p.) Sân vận động Al Bayt, Al Khor                                | · Tunisia                                                             | · Qatar                                                         | 0–0 (s.h.p.) (5–4 p) Sân vận động 974, Doha                     | · Ai Cập                                                        | 16                                                              |                                                                 |                                                                 |                                                                 |

- s.h.p: sau hiệp phụ
- p: sau loạt sút luân lưu
- TBD: chưa xác định

Ghi chú
1. ↑  Giải đấu năm 1992 thuộc nội dung bóng đá tại Đại hội thể thao Ả Rập 1992 cũng được tính vào kết quả của Arab Cup.
2. ↑  Không có trận tranh hạng ba.

### Các đội đạt tốp bốn
| Đội         | Vô địch                     | Á quân               | Hạng ba               | Hạng tư        | Bán kết  | Tổng cộng |
| ----------- | --------------------------- | -------------------- | --------------------- | -------------- | -------- | --------- |
| Iraq        | 4 (1964, 1966*, 1985, 1988) |                      | 1 (2012)              |                |          | 5         |
| Ả Rập Xê Út | 2 (1998, 2002)              | 1 (1992)             | 1 (1985*)             | 1 (2012*)      |          | 5         |
| Tunisia     | 1 (1963)                    | 1 (2021)             |                       |                |          | 2         |
| Ai Cập      | 1 (1992)                    |                      | 1 (1988)              | 1 (2021)       |          | 3         |
| Maroc       | 1 (2012)                    |                      |                       |                | 1 (2002) | 2         |
| Algérie     | 1 (2021)                    |                      |                       |                |          | 1         |
| Syria       |                             | 3 (1963, 1966, 1988) |                       | 1 (1992*)      |          | 4         |
| Libya       |                             | 2 (1964, 2012)       | 1 (1966)              |                |          | 3         |
| Bahrain     |                             | 2 (1985, 2002)       |                       |                |          | 2         |
| Qatar       |                             | 1 (1998*)            | 1 (2021*)             | 1 (1985)       |          | 3         |
| Kuwait      |                             |                      | 3 (1964*, 1992, 1998) | 1 (1963)       |          | 4         |
| Liban       |                             |                      | 1 (1963*)             | 2 (1964, 1966) |          | 3         |
| Jordan      |                             |                      |                       | 1 (1988*)      | 1 (2002) | 2         |
| UAE         |                             |                      |                       | 1 (1998)       |          | 1         |

* chủ nhà

### Thành tích theo các liên đoàn
| Liên đoàn | AFC | CAF | Tổng cộng |
| --------- | --- | --- | --------- |
| Số đội    | 66  | 25  | 91        |
| Top 8     | 32  | 11  | 43        |
| Top 4     | 29  | 11  | 40        |
| Top 2     | 13  | 7   | 20        |
| Vô địch   | 6   | 4   | 10        |
| Hạng hai  | 7   | 3   | 10        |
| Hạng ba   | 7   | 2   | 9         |
| Hạng tư   | 8   | 1   | 9         |
| Bán kết   | 1   | 1   | 2         |

| Liên đoàn (lục địa) | Đội vô địch                                     | Số danh hiệu |
| ------------------- | ----------------------------------------------- | ------------ |
| AFC (châu Á)        | Iraq (4), Ả Rập Xê Út (2)                       | 6            |
| CAF (châu Phi)      | Algérie (1), Ai Cập (1), Maroc (1), Tunisia (1) | 4            |

## Kỷ lục và thống kê

### Các nước tham gia
Với mỗi giải đấu, số đội tham dự vòng chung kết được ghi trong dấu ngoặc.
| Đội         | 1963 (5) | 1964 (5) | 1966 (10) | 1985 (6) | 1988 (10) | 1992 (6) | 1998 (12) | 2002 (10) | 2012 (11) | 2021 (16) | Tổng cộng |
| ----------- | -------- | -------- | --------- | -------- | --------- | -------- | --------- | --------- | --------- | --------- | --------- |
| Algérie     | ×        | ×        | ×         | ×        | GS        | ×        | GS        | ×         | ×         | 1st       | 3         |
| Bahrain     | ×        | ×        | GS        | 2nd      | GS        | ×        | ×         | 2nd       | GS        | GS        | 6         |
| Ai Cập      | ×        | ×        | ×         | ×        | 3rd       | 1st      | GS        | ×         | GS        | 4th       | 5         |
| Iraq        | ×        | 1st      | 1st       | 1st      | 1st       | ×        | ×         | ×         | 3rd       | GS        | 6         |
| Jordan      | GS       | GS       | GS        | GS       | 4th       | GS       | GS        | SF        | ×         | QF        | 9         |
| Kuwait      | 4th      | 3rd      | GS        | ×        | GS        | 3rd      | 3rd       | GS        | GS        | •         | 8         |
| Liban       | 3rd      | 4th      | 4th       | ×        | GS        | ×        | GS        | GS        | GS        | GS        | 8         |
| Libya       | ×        | 2nd      | 3rd       | ×        | ×         | ×        | GS        | ×         | 2nd       | •         | 4         |
| Mauritanie  | ×        | ×        | ×         | GS       | •         | ×        | ×         | ×         | ×         | GS        | 2         |
| Maroc       | ×        | ×        | ×         | ×        | ×         | ×        | GS        | SF        | 1st       | QF        | 4         |
| Oman        | ×        | ×        | GS        | ×        | ×         | ×        | ×         | ×         | ×         | QF        | 2         |
| Palestine   | ×        | ×        | GS        | ×        | ×         | GS       | •         | GS        | GS        | GS        | 5         |
| Qatar       | ×        | ×        | ×         | 4th      | ×         | ×        | 2nd       | ×         | ×         | 3rd       | 3         |
| Ả Rập Xê Út | ×        | ×        | ×         | 3rd      | GS        | 2nd      | 1st       | 1st       | 4th       | GS        | 7         |
| Sudan       | ×        | ×        | ×         | •        | ×         | ×        | GS        | GS        | GS        | GS        | 4         |
| Syria       | 2nd      | ×        | 2nd       | ×        | 2nd       | 4th      | GS        | GS        | ×         | GS        | 7         |
| Tunisia     | 1st      | ×        | ×         | ×        | GS        | ×        | ×         | ×         | ×         | 2nd       | 3         |
| UAE         | ×        | ×        | ×         | ×        | ×         | ×        | 4th       | ×         | ×         | QF        | 2         |
| Yemen       | ×        | ×        | GS        | ×        | ×         | ×        | ×         | GS        | GS        | •         | 3         |
| Đội         | 1963 (5) | 1964 (5) | 1966 (10) | 1985 (6) | 1988 (10) | 1992 (6) | 1998 (12) | 2002 (10) | 2012 (11) | 2021 (16) | Total     |

Chú thích
| - 1st – Vô địch - 2nd – Á quân - 3rd – Hạng ba - 4th – Hạng tư - SF – Bán kết (không có trận tranh hạng ba) | - GS – Vòng bảng - Q — Vượt qua vòng loại cho giải sắp tới - • — Không vượt qua vòng loại - × — Không tham dự - — Chủ nhà |

### Bảng xếp hạng mọi thời đại
Tính đến giải đấu năm 2021
| Xếp hạng | Đội         | Số lần tham dự | ST | T  | H  | B  | BT | BB | HS  | Đ  | ĐTB  | Vô địch |
| -------- | ----------- | -------------- | -- | -- | -- | -- | -- | -- | --- | -- | ---- | ------- |
| 1        | Iraq        | 6              | 28 | 16 | 10 | 2  | 47 | 20 | +27 | 58 | 2.07 | 4       |
| 2        | Syria       | 7              | 28 | 11 | 7  | 10 | 38 | 32 | +6  | 40 | 1.43 |         |
| 3        | Kuwait      | 8              | 30 | 10 | 6  | 14 | 48 | 50 | –2  | 36 | 1.20 |         |
| 4        | Liban       | 8              | 30 | 9  | 7  | 14 | 38 | 42 | –4  | 34 | 1.13 |         |
| 5        | Ai Cập      | 5              | 21 | 8  | 9  | 4  | 27 | 15 | +12 | 33 | 1.57 | 1       |
| 6        | Maroc       | 4              | 16 | 9  | 4  | 2  | 29 | 12 | +17 | 31 | 1.94 | 1       |
| 7        | Jordan      | 9              | 33 | 8  | 7  | 18 | 32 | 65 | –33 | 31 | 0.94 |         |
| 8        | Ả Rập Xê Út | 7              | 29 | 13 | 8  | 8  | 44 | 26 | +18 | 28 | 0.97 | 2       |
| 9        | Tunisia     | 3              | 14 | 8  | 3  | 3  | 23 | 11 | +12 | 27 | 1.93 | 1       |
| 10       | Qatar       | 3              | 14 | 8  | 3  | 3  | 22 | 10 | +12 | 27 | 1.93 |         |
| 11       | Libya       | 4              | 16 | 7  | 6  | 3  | 39 | 16 | +23 | 27 | 1.69 |         |
| 12       | Algérie     | 3              | 12 | 5  | 5  | 2  | 16 | 10 | +6  | 20 | 1.67 | 1       |
| 13       | Bahrain     | 6              | 24 | 3  | 10 | 11 | 21 | 44 | –23 | 19 | 0.79 |         |
| 14       | Sudan       | 5              | 12 | 3  | 3  | 6  | 11 | 22 | –11 | 12 | 1.00 |         |
| 15       | Palestine   | 6              | 14 | 1  | 7  | 6  | 20 | 28 | –8  | 10 | 0.71 |         |
| 16       | UAE         | 2              | 8  | 3  | 0  | 5  | 9  | 15 | –6  | 9  | 1.13 |         |
| 17       | Oman        | 2              | 7  | 1  | 1  | 5  | 7  | 29 | –22 | 4  | 0.57 |         |
| 18       | Yemen       | 3              | 10 | 1  | 1  | 8  | 9  | 44 | –35 | 4  | 0.40 |         |
| 19       | Mauritanie  | 2              | 5  | 1  | 0  | 4  | 3  | 11 | –8  | 3  | 0.60 |         |

Ghi chú
1. ↑  Đã bao gồm những lần tham dự với tư cách là  Bắc Yemen từ 1967 tới 1990